# Geraldton
Geraldton is een kuststad in de regio Mid West in West-Australië. Geraldton ligt aan de Champion Bay, 424 kilometer ten noorden van Perth en 476 kilometer ten zuiden van Carnarvon. In 2021 telde Geraldton 39.489 inwoners, tegenover 27.420 in 2006. De haven van Geraldton is een belangrijke zeehaven op de westkust. Geraldton is een logistiek en dienstencentrum voor de regionale mijn-, vis-, graan-, toerisme- en schapenindustrie.

## Geschiedenis
Voor de Europese kolonisten in de streek toekwamen leefden de Aborigines reeds 40.000 jaar langs de westkust. De Aborigines die in de streek rond de Championbaai leefden, waar Geraldton later gesticht zou worden, waren de Amangu. Ten noorden leefden de Nanda en ten oosten de Badimia. De Amangu, Nanda en Badimia taalgroepen maken deel uit van de Yamatji wat Wajarri is voor "mens". Wajarri is de meest gesproken Aboriginestaal onder de Yamatji. De streek waar Geraldton gelegen is heette Jambinu in het Wajarri en Jambinbirri in het Wilunyu.

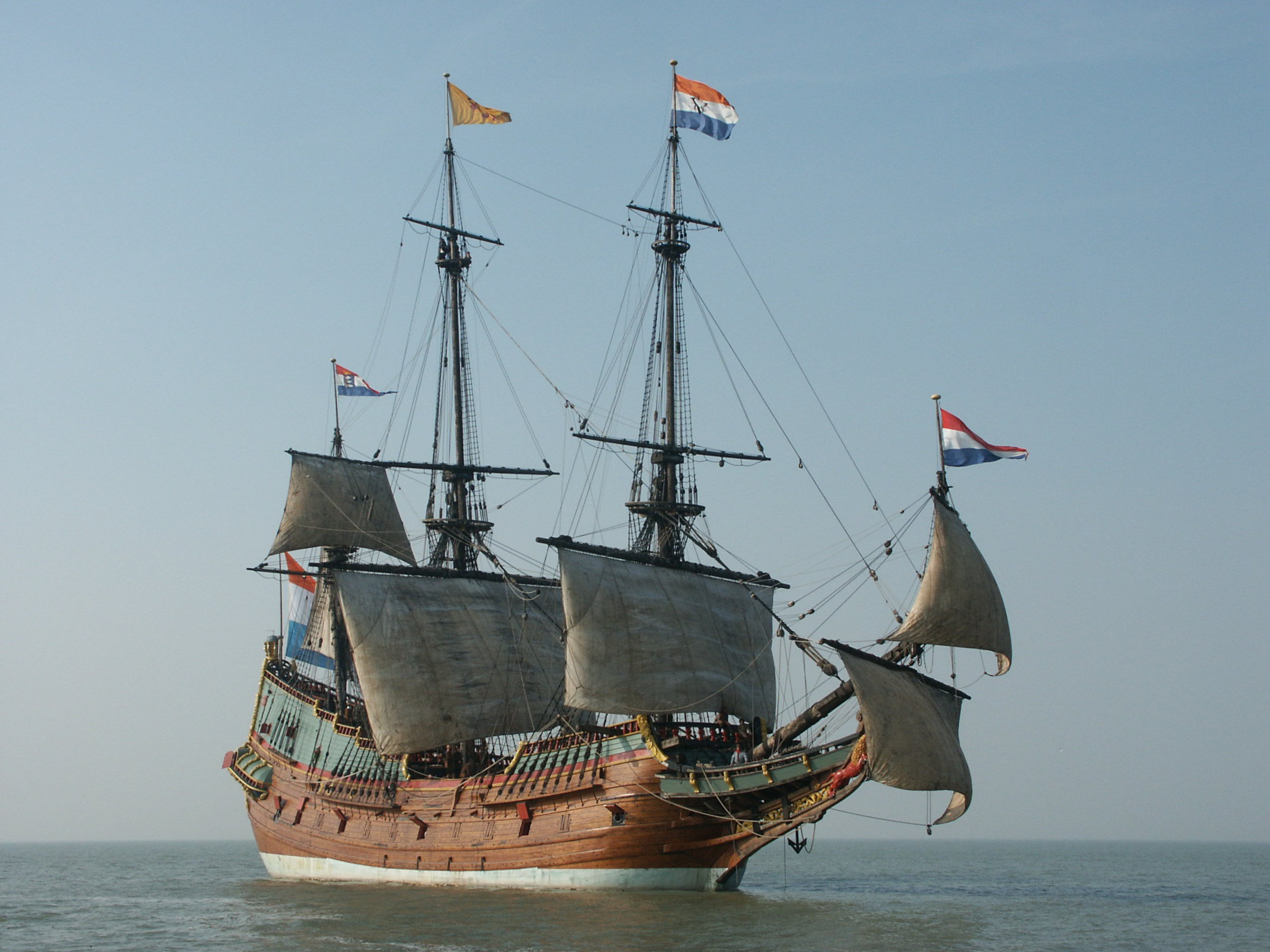
Reconstructie Batavia

Veel Europese zeelieden ontmoetten in de 17e en 18e eeuw de Houtman Abrolhos eilanden, 60 kilometer ten westen van Geraldton, of leden er schipbreuk. In 1629 verging het VOC-schip de Batavia er onder het gezag van de Antwerpse kapitein François Pelsaert. Het wrak van de Batavia en de gebeurtenissen rond de daaropvolgende muiterij, redding en bestraffing van haar bemanning zijn van groot historisch belang voor de regio. Kapitein Pelsaert schreef een gedetailleerd verslag over de gebeurtenissen.
Het Museum van West-Australië in Geraldton heeft een tentoonstelling van kleipijpen, zilveren munten, kanonnen, de originele stenen portiek van de Batavia en tal van andere overblijfselen van het wrak van de Batavia en andere opmerkelijke lokale historische scheepswrakken zoals de Zuytdorp, de Zeewijk en de Vergulde Draeck.
De ontdekkingsreiziger George Grey kwam op 7 april 1839, tijdens zijn tweede verkenning van de Australische westkust, langs de plaats waar later Geraldton zou ontstaan. George Fletcher Moore verkende de regio in januari 1840 met de schoener Champion en ontdekte een baai. In april 1840 volgde een expeditie onder leiding van luitenant John Lort Stokes met de HMS Beaggle die de baai in kaart bracht en haar naar Moore's schip vernoemde.
Tien jaar later reisde de ontdekker Augustus Charles Gregory door de streek. Een lid van zijn team, James Perry Walcott, ontdekte in 1848 looderts in de bedding van de rivier Murchison. De Geraldinemijn werd vervolgens ontwikkeld. Ze werd vernoemd naar het ouderlijk huis van Charles Fitzgerald in County Clare. Fitzgerald was de vierde gouverneur van West-Australië.
In 1849 werden veertig kavels opgemeten en in 1850 werd Geraldton officieel gesticht en naar de mijn vernoemd. De haven werd oorspronkelijk Port Grey genoemd naar de ontdekkingsreiziger George Grey. In 1852 werd een nieuwe haven ontwikkeld dichter bij de mineralenvelden, Port Gregory, op 80 kilometer van Geraldton. Hiervoor werd gebruik gemaakt van de arbeid van gevangenen. Er kwam een Ticket-of-Leave-depot waar de mijnen en pastoralisten de arbeid van gevangenen konden inhuren. De haven werd echter te gevaarlijk voor de scheepvaart bevonden en gesloten. De gevangenen werden naar andere plaatsen overgebracht. In 1856 werd een gevangenis gebouwd in Geraldton. Deze diende tot 1984. Ernaast werd in 1864 een hospitaal gebouwd. Dat diende tot 1967 en maakte daarna deel uit van de gevangenis. Het geheel werd vanaf 1988 het Bill Sewell Community Recreation Complex en biedt sindsdien onder meer onderdak aan de lokale Arts & Craft..
In 1857 werd de eerste aanlegsteiger van Geraldton gebouwd. Deze steiger werd de Esplanade Jetty genoemd maar had nog meerdere namen. De steiger werd in 1893 door de Railway Jetty vervangen. Die was in dieper water gebouwd zodat er grotere schepen konden laden en lossen. De Esplanade Jetty werd daarna vooral gebruikt voor recreatieve doeleinden zoals sportvissen en zwemmen. De Railway Jetty was oorspronkelijk 230 meter lang en verbonden met de spoorlijn naar Perth. Door de tijd heen werd de steiger verlengd tot hij uiteindelijk meer dan een kilometer lang was. Vanaf 1914 werd het gebruik van aanlegsteigers minder gewenst door de verzanding van de baai en in de jaren 1930 bouwde men kades aan land. Tijdens de Tweede Wereldoorlog werden delen van de aanlegsteigers opgeblazen uit voorzorg voor een Japanse landing in Geraldton. De laatste overblijfselen van de Railway Jetty werden in de jaren 1950 afgebroken.
Geraldton groeide gestadig. In 1862 werd het Geraldton Hotel gebouwd en opende Henry Gray, een landbouwer uit Greenough, een winkel, Gray's Store. In 1867 werden een gerechtsgebouw en een bank geopend en werd een pastorie gebouwd. Reeds in de jaren 1850 werd geijverd voor een spoorweg tussen de mineralenvelden en Geraldton. In 1864 werd Northampton gesticht in het zuidelijke deel van de mineralenvelden langs de Murchison. In 1874 werd begonnen met de aanleg van een spoorweg tussen Geraldton en Northampton. Op 21 augustus 1878 werd de eerste steen gelegd van een spoorwegstation in Geraldton. Na de vondst van goud in de Murchison kreeg Geraldton in 1893 een nieuw station. Het oude station werd een bibliotheek en het Geraldton Mechanic's Institute vond er onderdak. In 1980 ging het oude station over in handen van de Museum van West-Australië die er bleven tot in 2000. Vervolgens werd het ingenomen door het VVV-kantoor van de stad.
In 1864 werd een klaslokaal gebouwd. Het diende eveneens om de zondagse mis te vieren. In 1868 waren er reeds 57 leerlingen en werd het schooltje opgesplitst in een jongens- en een meisjesschool. Tegen 1874 waren er 105 leerlingen en werd het gebouw te klein. In 1878 werd een nieuwe basisschool gebouwd. In 1902 waren er 370 leerlingen, in 1920 636. De school was in gebruik tot 2003. Naargelang de stad groeide werden er lokalen bijgebouwd en het schooltje uitgebreid.
Er werd een vuurtoren gebouwd in 1871, de Bluff Point Lighthouse, en tegen 1876 kwartieren voor de vuurtorenwachter en zijn familie. Sinds 1971 huist de Geraldton Historical Society in de kwartieren. De vuurtoren brandde in 1952 af. In 1878 werd de Point Moore Lighthouse gebouwd ten zuiden van de haven. Het was de eerste stalen vuurtoren op het Australische vasteland. De vuurtoren werd in Engeland gefabriceerd en per schip overgebracht. Hij is nog steeds in bedrijf. In 1887 werd de Geraldton Cup voor het eerst gereden. In 2018 won Chris Parnham de paardenrace op zijn paard At The Ready.
In 1894 telde Geraldton ongeveer 2000 inwoners waarvan er 265 stemgerechtigd waren. In 1898 kreeg Geraldton een nieuw gerechtsgebouw. Er ligt een tijdcapsule uit 1897 onder haar fundamenten. In 1912 werd een nieuw politiegebouw gezet. Tot 1999 woonden de politiemensen en hun gezinnen in het gebouw.

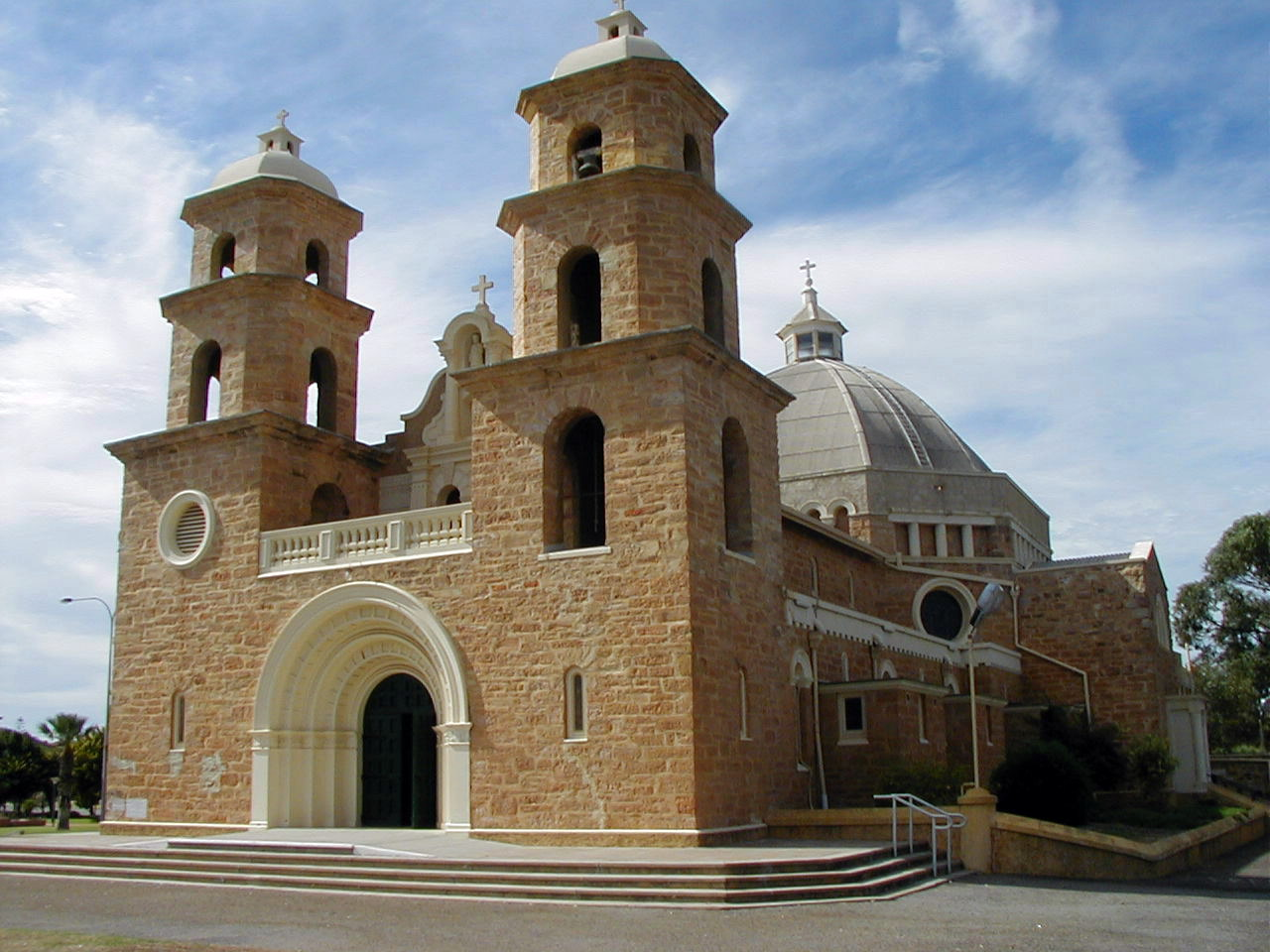
St. Francis Xavier-kathedraal

In 1916 werd begonnen met de bouw van de St. Francis Xavier-kathedraal door priester-architect Monsignor Hawes. In 1938 was de kathedraal afgewerkt. In de jaren 1920 werd in de haven van Geraldton begonnen met de bouw van kades. De eerste kwam in dienst in 1931. In de jaren 1960 werden kades 3 en 4 en een vissershaven bijgebouwd. In 1969 ontstond de Geraldton Port Authority. Voorheen waren de Western Australian Government Railways (1949 -1957) en later het Department of Marine and Harbours (1957 -1969) verantwoordelijk voor de haven. In 1975 werd een vijfde kade gebouwd en in 1997 een zesde kade. In 2003 werd de haven en vaargeul uitgediept zodat handymax- en panamaxschepen tot 62.000 ton er kunnen aanleggen. In 2014 werd de Geraldton Port Authority omgedoopt tot de Mid West Ports Authority.
De spoorweglijn tussen Northampton en Geraldton sloot in 1957. De laatste passagierstrein reed op 29 april. Het spoor werd uitgebroken in 1962.
Op 24 april 1988 verkreeg Geraldton de stadsstatus uit handen van koningin Elizabeth II. In 2007 ging Geraldton samen met de Shire of Greenough en maakte deel uit van het lokale bestuursgebied City of Geraldton Greenough. Op 1 juli 2011 ging de City of Geraldton Greenough samen met de Shire of Mullewa en werd de City of Greater Geraldton.

## Economie
Geraldton en de regio Mid West evolueren van een economie die voornamelijk gebaseerd was op landbouw naar een diverse economie. Geraldton ligt centraal tussen Perth, het grondstofrijke Pilbara en de groeiende regio Kimberley. De mijnindustrie is een belangrijke motor voor de economie.
Het bruto regionaal product (cfr. BNP) van de City of Greater Geraldton was AU $3 miljard in 2017. Het grootste aandeel hierin was voor huur, verhuur en immobiliën met $390 miljoen, gevolgd door de bouw met $275 miljoen, de gezondheidszorg met $240 miljoen, het transport met $215 miljoen, het onderwijs met $205 miljoen en de mijnindustrie met $190 miljoen. In omzet zagen de cijfers er anders uit met de bouw die goed was voor $900 miljoen, gevolgd door productie voor $615 miljoen, huur, verhuur en immobiliën voor $585 miljoen, transport voor $470 miljoen en de mijnindustrie voor $375 miljoen. De City of Greater Geraldton waar Geraldton deel van uitmaakt had een positieve handelsbalans in 2017, de export was goed voor $1,733 miljard en de import voor $1,283 miljard.
De haven van Geraldton levert zeer diverse diensten. Ze is geschikt voor de export van granen, mineralen en vee. Ze kan brandstoffen, meststoffen, minerale zanden en algemene ladingen ontschepen. De haven ontvangt ook cruiseschepen, booreilanden en tentoonstellingsschepen. Daarnaast is er een vissershaven met scheepswerven waar onderhoud en afvalverwerking wordt verzorgd. In 2016/17 deden 425 schepen de haven aan, goed voor 744.152 ton invoer (voornamelijk petroleum en minerale zanden) en 16.110.874 ton uitvoer (voornamelijk graan en ijzererts).
Naar Nederland voert Geraldton minerale zanden, talk en graan uit. Naar België wordt talk, koper, zink en nikkel verscheept.

## Toerisme
- Het VVV-kantoor van Geraldton huist in het oude spoorwegstation. Men vindt er informatie over de volgende bezienswaardigheden:[35]
- De Batavia Longboat Replica vaart 's zondags in de zomermaanden in de baai en vertrekt aan het Museum van West-Australië in Geraldton.
- Het Bill Sewell Complex is een gebouw uit de 19e eeuw dat dienst deed als gevangenis en hospitaal en is publiek toegankelijk.
- Het Birdwood Military Museum gaat over de boerenoorlogen en recentere militaire conflicten waaraan Australische strijdkrachten deelnamen.
- Er zijn drie duikgebieden nabij Geraldton : Abrolhos Islands, South Tomi Shipwreck en The Dive Site.
- Greenough is een historisch dorpje op 24 kilometer van Geraldton. Men kan er de Central Greenough Historic Settlement bezoeken, het Greenough Museum and Gardens, het Greenough Wildlife & Bird Park en de Daisy Downs Garden.
- De Geraldton Regional Art Gallery bevat de 475 kunstwerken die de stad Geraldton rijk is.
- De HMAS Sydney II Memorial is een kunstwerk dat de 645 Australiërs herdenkt die het leven lieten in de zeeslag tegen de Duitse hulpkruiser HSK Kormoran tijdens de Tweede Wereldoorlog.
- De Lighthouse Keepers Cottage biedt onderdak aan de Historical Society Geraldton is publiek toegankelijk.
- Het Museum of Geraldton gaat over de geschiedenis van de regio Mid West en stelt een aantal scheepswrakken ten toon.
- In het Old Gaol Museum and Craft Centre kunnen lokale kunstwerken bekeken worden.
- De St Francis Xavier Cathedral is publiek toegankelijk.
- Vanop de Esplanade heeft men zicht op de haven, de stad en de baai.
- Het Tin Heads is een klein museum dat 7000 blikken dozen bevat.
- De Abrolhos Islands kunnen bezocht worden en tonen een variëteit aan fauna en flora.
- In de Chapman Regional Wildlife Corridor liggen wandelpaden om Chapman te verkennen.
- De Greenough River Walk Trail is een 17 kilometer lang wandelpad in een lus aan kaap Burney waar de rivier Greenough in de Indische Oceaan uitmondt.
- De Ellendale Pool is een waterpoel aan de rivier Greenough, 45 km ten zuidoosten van Geraldton.
- De Leaning Trees zijn redgumbomen op de Greenoughvlakte die door de wind horizontaal groeien.
- Geraldton heeft talloze stranden waar men kan zwemmen, vissen, snorkelen, surfen of zonnen. Enkele stranden zijn Back Beach, Champion Beach, Coronation Beach, Drummond Cove, Drummond Point, Flat Rocks, Front Beach, Greenough Rivermouth, Glenfield Beach, Greys Beach, Pages Beach, Point Moore, Separation Point, Southgates Beach, St Georges Beach, Sunset Beach en Tarcoola Beach.

## Transport
Vanop Geraldton Airport wordt meermaals daags op Perth gevlogen. Er vertrekken charters naar de Abrolhos-eilanden en mijnsites. De Royal Flying Doctor Service maakt gebruik van de luchthaven.
Geraldton heeft lokaal openbaar vervoer. Buswest rijdt de regionale TransGeraldton-bussen.
Transwa rijdt bussen tussen Perth en Geraldton.

## Stedenbanden
Geraldton heeft een stedenband met:
- Kosai, Japan
- Zhoushan, Zhejiang, Volksrepubliek China
- Zhanjiang, Guangdong, Volksrepubliek China

## Bekende bewoners
- Todd Pearson (1977), zwemmer
- Edith Cowan (1861–1932), eerste vrouw die voor een Australisch parlement verkozen werd[39]
- Doris Pilkington Garimara (1937-2014), auteur van Follow the Rabbit-Proof Fence, verfilmd als Rabbit-Proof Fence in 2002[40]

## Klimaat
Geraldton heeft een mediterraan klimaat met invloeden van een steppeklimaat. Geraldton is zeer zonnig en geniet jaarlijks 164 klare dagen. De winter is gematigd met temperaturen tot 20 °C. De jaarlijkse regenval doet zich voornamelijk voor in de winter. Tijdens de zomermaanden is het gemiddeld 31,5 °C met uitersten tot 40 °C.
| Maand                                  | jan  | feb  | mrt  | apr  | mei  | jun  | jul  | aug  | sep  | okt  | nov  | dec  | Jaar  |
| -------------------------------------- | ---- | ---- | ---- | ---- | ---- | ---- | ---- | ---- | ---- | ---- | ---- | ---- | ----- |
| Hoogste maximum (°C)                   | 47,7 | 47,3 | 45,2 | 39,7 | 36,6 | 29,5 | 29,0 | 31,6 | 36,1 | 40,7 | 43,8 | 46,8 | 47,7  |
| Gemiddeld maximum (°C)                 | 31,7 | 32,6 | 31,0 | 27,7 | 24,1 | 20,9 | 19,5 | 20,1 | 22,1 | 24,5 | 27,2 | 29,6 | 25,9  |
| Gemiddeld minimum (°C)                 | 18,3 | 19,2 | 17,9 | 15,4 | 12,9 | 10,9 | 9,4  | 8,9  | 9,3  | 11,0 | 13,9 | 16,4 | 13,6  |
| Laagste minimum (°C)                   | 9,4  | 10,0 | 8,8  | 6,1  | 2,1  | 0,5  | −0,4 | 1,2  | 1,2  | 2,4  | 3,8  | 7,7  | −0,4  |
|                                        |      |      |      |      |      |      |      |      |      |      |      |      |       |
| Neerslag (mm)                          | 5,7  | 11,1 | 15,9 | 23,8 | 69,5 | 97,2 | 91,3 | 64,7 | 32,0 | 19,6 | 9,1  | 5,3  | 445,2 |
| Regendagen (dag)                       | 1,7  | 2,2  | 2,8  | 5,7  | 9,9  | 13,4 | 14,8 | 12,8 | 10,0 | 6,9  | 3,9  | 2,1  | 86,2  |
| Relatieve luchtvochtigheid (%)         | 46   | 44   | 44   | 46   | 49   | 55   | 58   | 58   | 53   | 50   | 47   | 47   | 49,8  |
| Bron: Australian Bureau of Meteorology |      |      |      |      |      |      |      |      |      |      |      |      |       |

## Galerij

Geraldton
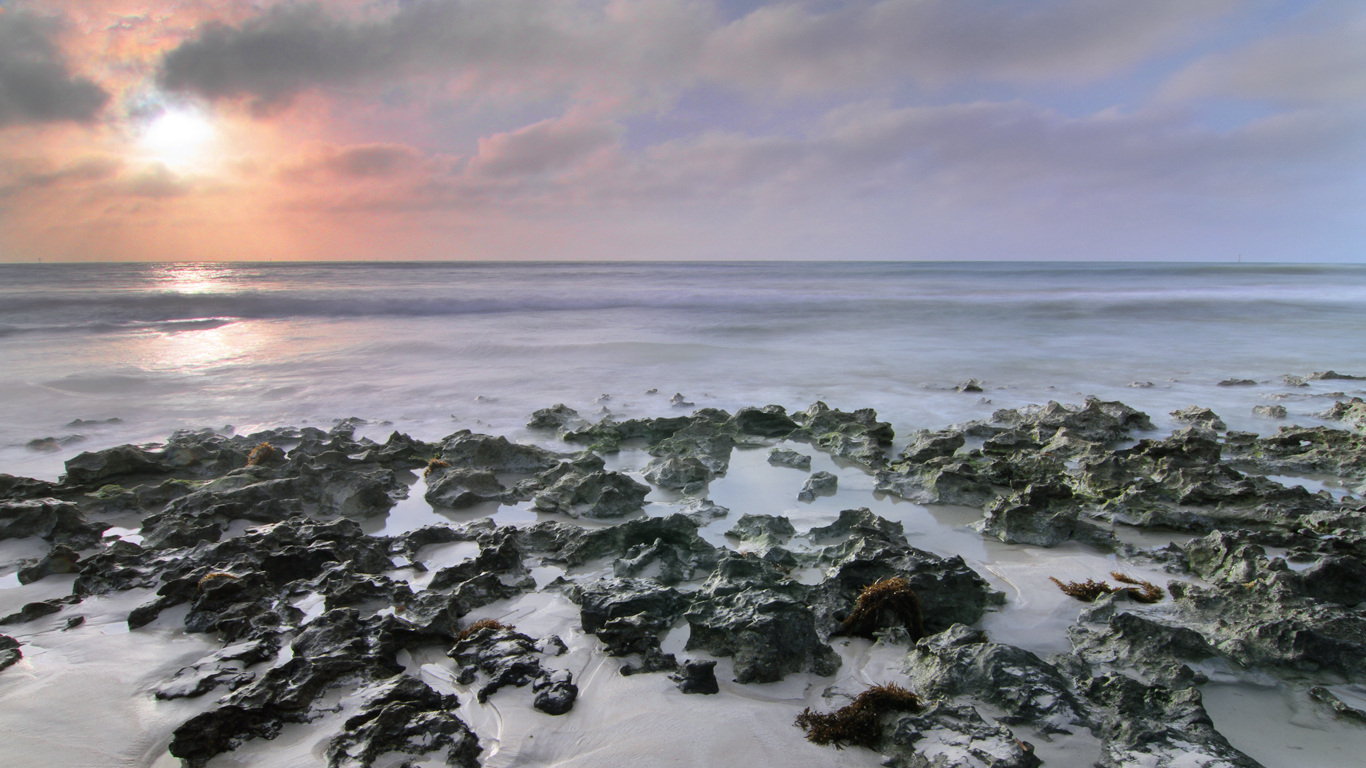
St. Georges strand
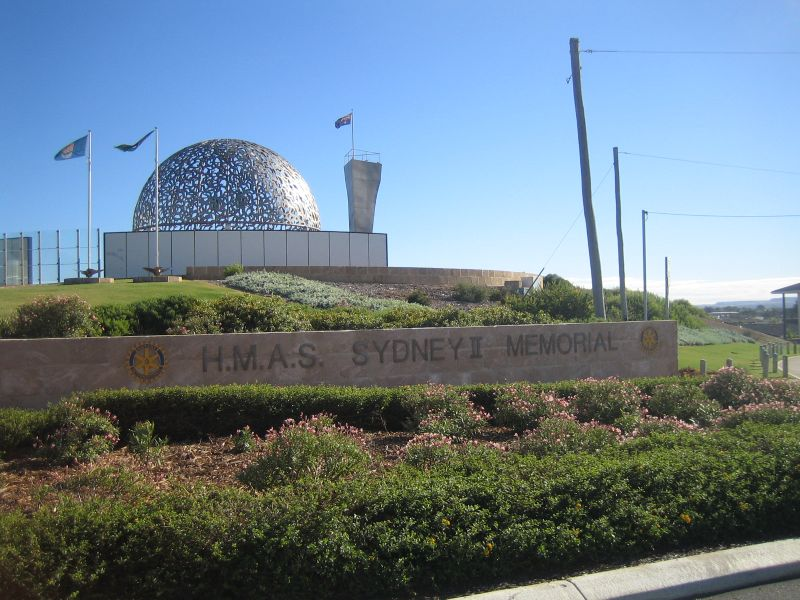
HMAS Sydney Memorial
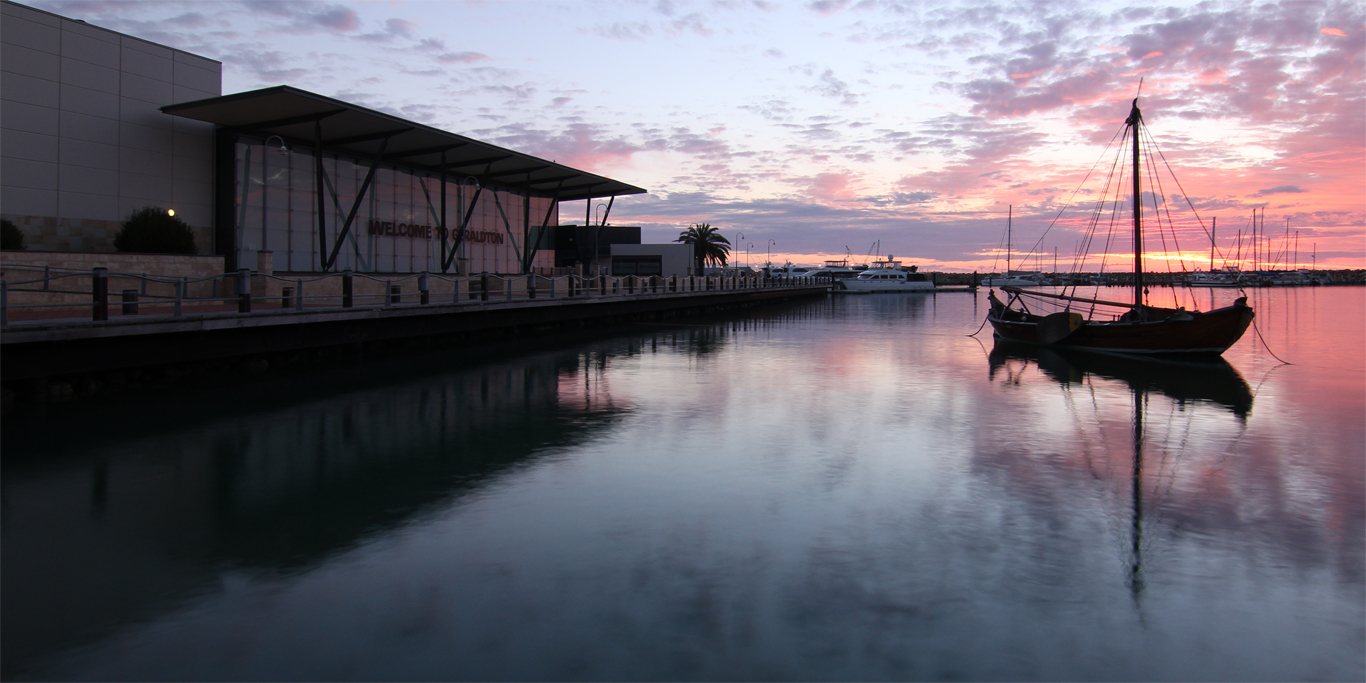
Geraldton jachthaven
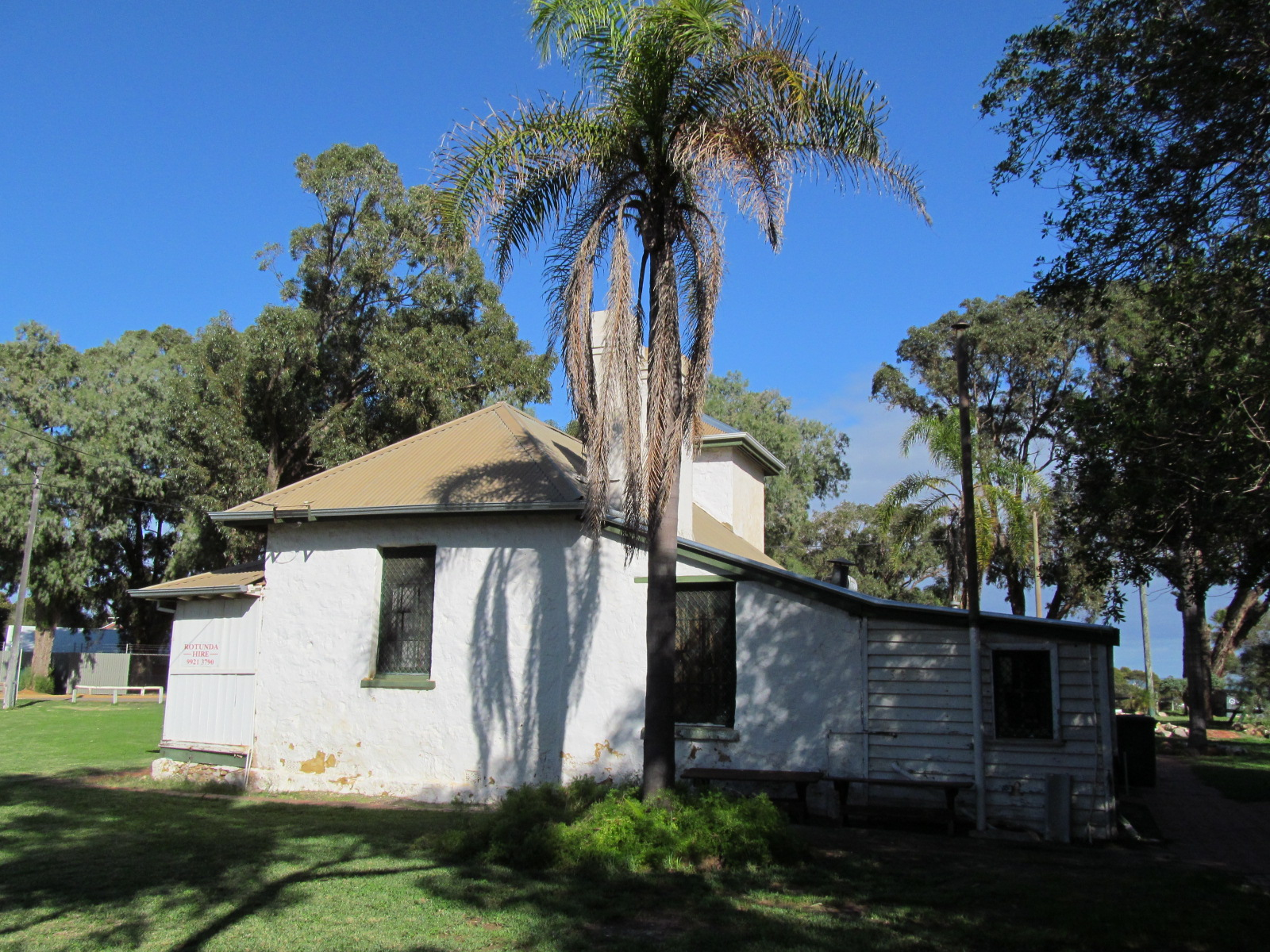
Bluff Point Lighthouse Cottage
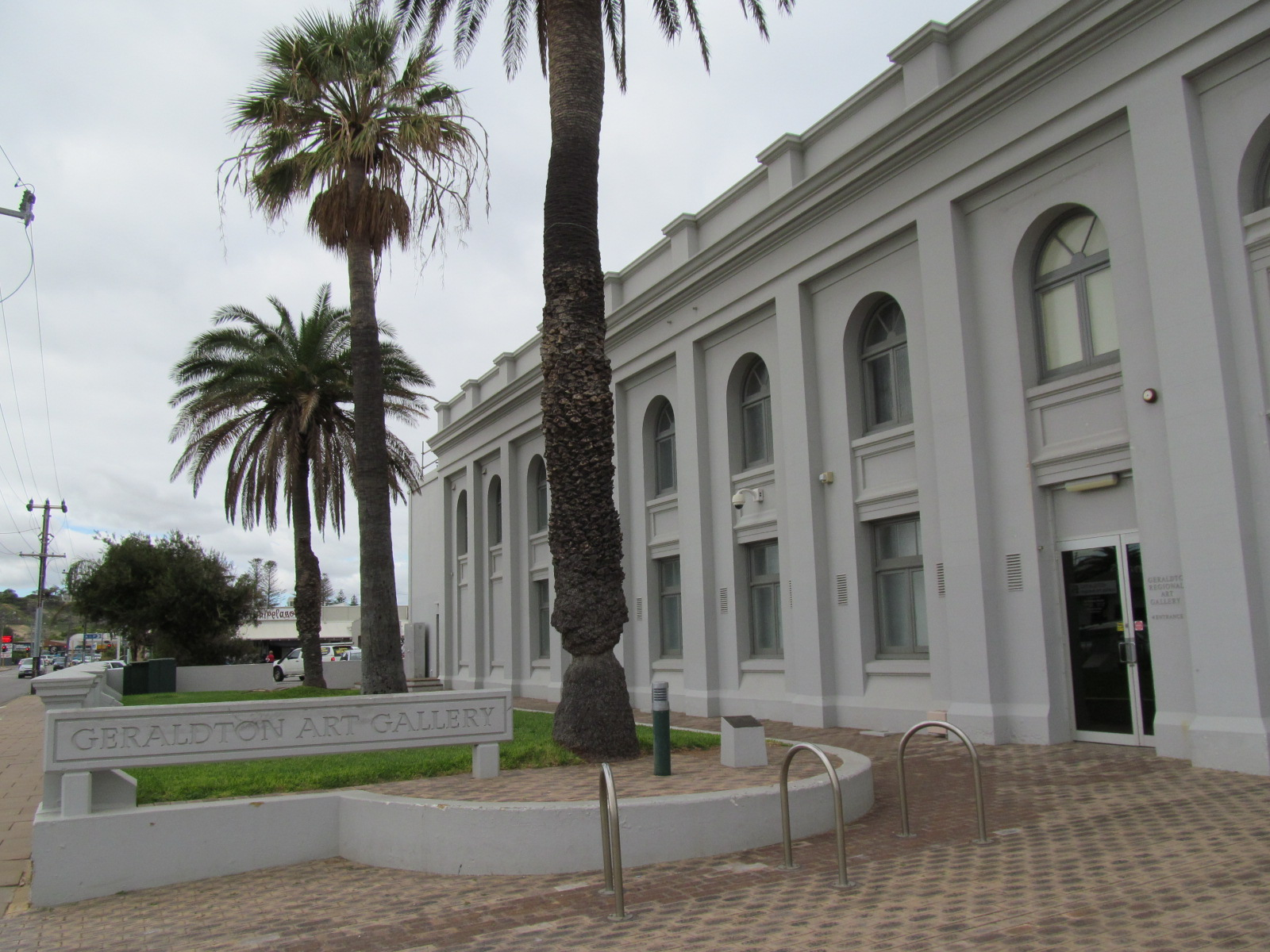
Geraldton Art Gallery

Abbotts · Ajana · Alma · Arrino · Arrowsmith · Austin · Big Bell · Binnu · Boogardie · Bowgada · Bunjil · Canna · Cape Burney · Carnamah · Caron · Coorow · Cuddingwarra · Cue · Day Dawn · Dongara · Drummond Cove · East Bowes · Eneabba · Eradu · Gabanintha · Geraldton · Green Head · Greenough · Gunyidi · Gutha · Horseshoe · Horrocks · Howatharra · Isseka · Kalbarri · Karalundi · Kojarena · Koolanooka · Kumarina · Latham · Leeman · Lennonville · Lynton · Mainland · Marchagee · Maya · Meekatharra · Merkanooka · Mingenew · Minnenooka · Moonyoonooka · Morawa · Mount Erin · Mount Magnet · Mullewa · Nabawa · Nangetty · Nannine · Nanson · Naraling · Narngulu · Narra Tarra · Northampton · Oakajee · Ogilvie · Paynes Find · Peak Hill · Paynesville · Perenjori · Pindar · Pintharuka · Porlell · Port Denison · Port Gregory · Protheroe · Reedy · Rothsay · Sandstone · Tardun · Tenindewa · Three Springs · Tuckanarra · Waggrakine · Walkaway · Warriedar · Whelarra · Wicherina · Wiluna · Winchester · Yalgoo · Yandanooka · Youanmi · Yoweragabbie · Yuna